# Estoril Open 1999
L'Estoril Open 1999 è stato un torneo di tennis giocato sulla terra rossa.
È stata la 10ª edizione dell'Estoril Open, che fa parte della categoria International Series  nell'ambito dell'ATP Tour 1999, e della Tier IV nell'ambito del WTA Tour 1999. 
Sia il torneo maschile che quello femminile si sono giocati all'Estoril Court Central di Oeiras in Portogallo, dal 5 al 12 aprile 1999.

## Campioni

### Singolare maschile
Albert Costa ha battuto in finale  Todd Martin con il punteggio di 7–6(4), 2–6, 6–3

### Singolare femminile
Katarina Srebotnik ha battuto in finale  Rita Kuti-Kis con il punteggio di 6–3, 6–1

### Doppio maschile
Tomás Carbonell /  Donald Johnson hanno battuto in finale  Jiří Novák /  David Rikl con il punteggio di 6–3, 2–6, 6–1

### Doppio femminile
Alicia Ortuño /  Cristina Torrens Valero hanno battuto in finale  Rita Kuti-Kis /  Anna Földényi con il punteggio di 7–6(4), 3–6, 6–3